# Iranella simonettai
Iranella simonettai is een rechtvleugelig insect uit de familie Dericorythidae. De wetenschappelijke naam van deze soort is voor het eerst geldig gepubliceerd in 2004 door La Greca.